# Johan Thyberg
Johan Thyberg, född 1947, är en svensk medicinsk forskare.
Thyberg disputerade 1975 vid Karolinska Institutet och blev senare professor i cell- och molekylärbiologi vid detta universitet.
Från början av 2000-talet och fram till pensioneringen var han tjänstledig från sin tjänst som professor. Han har under denna tid bland annat ägnat sig åt att skriva böcker där han uttrycker kritiska åsikter om kontakter mellan universitetsvärlden och näringslivet och om forskningsetik.